# Montreuil-le-Chétif
Montreuil-le-Chétif là một xã thuộc tỉnh Sarthe trong vùng Pays-de-la-Loire phía tây bắc nước Pháp. Xã này nằm ở khu vực có độ cao trung bình 179 mét trên mực nước biển.